# Favonius coreensis
Favonius coreensis är en fjärilsart som beskrevs av Siuiti Murayama 1963. Favonius coreensis ingår i släktet Favonius och familjen juvelvingar. Inga underarter finns listade i Catalogue of Life.